# Львов, Михаил Давыдович
Михаи́л Давы́дович Львов (имя при рождении — Рафкат Давлетович Маликов (Габитов); 22 декабря 1916 [4 января 1917], Насибаш, Златоустовский уезд, Уфимская губерния, Российская империя — 25 января 1988, Москва, СССР) — советский поэт и переводчик. Участник Великой Отечественной войны.

## Биография
Родился 22 декабря 1916 года (4 января 1917 года) в селе Насибаш (ныне Салаватский район, Башкортостан) в семье сельского учителя Давлетши Габитова. По национальности татарин. Рано остался круглым сиротой, окончил семилетку в Златоусте. Получил среднее образование в Миасском педагогическом техникуме, после него в 1941 году окончил Литературный институт имени А. М. Горького.
Первая книга Львова была издана в 1940 году.
Работал на военных стройках Урала. Был солдатом Уральского добровольческого танкового корпуса. Член ВКП(б) с 1950 года.
Переводил на русский язык произведения национальных поэтов СССР. В частности, переводил на русский язык классиков казахской литературы — Беимбета Майлина, Сакена Сейфуллина, Абу Сарсенбаева и др. Наиболее известны его стихотворения военного времени: «Чтоб стать мужчиной — мало им родиться…», «Высота», «Письмо», «Звездочёту», «Первый день», «Поклонимся великим тем годам…» и др. На слова стихотворений «Горячий снег», «Сидят в обнимку ветераны» и «Поклонимся великим тем годам…» А. Н. Пахмутова написала песни. Впервые песня «Поклонимся великим тем годам…» прозвучала 9 мая 1975 года в эфире «перед скорбной и торжественной минутой Молчания, словно гимн Победе».

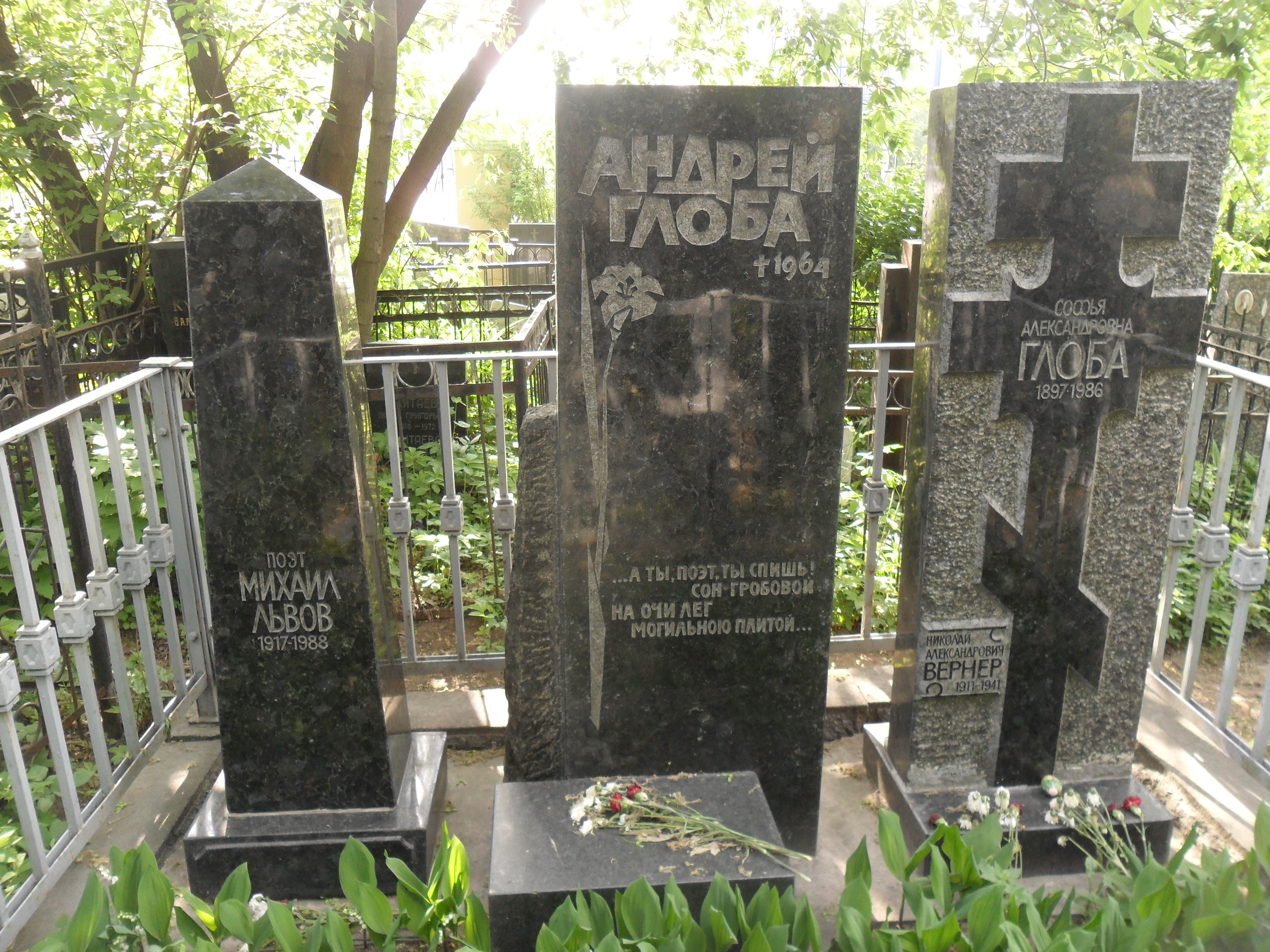
Могила Львова на Ваганьковском кладбище.

Похоронен на Ваганьковском кладбище (1 уч.)

## Награды и премии
- два ордена Отечественной войны II степени (15.12.1944; 1985)
- орден Дружбы народов
- орден «Знак Почёта»[1].
- медали
- премия «Орлёнок» — за книгу «Письмо в молодость»
- литературная премия ЧТЗ.
- заслуженный деятель культуры Польши

## Сочинения
- Время. — Челябинск, 1940, — 36 с., 5 000 экз.
- Воспитатель лётчиков-истребителей. М., 1943
- Дорога. — Челябинск, 1944 — 64 с.
- Мои товарищи. — М.: Советский писатель, 1945.
- Стихи. — Челябинск, 1947
- Галя учит уроки. — Челябинск, 1948
- Мирный человек. — М., 1954
- Живу в XX веке. — Казань, 1957—184 с., 7 000 экз.
- Поют друзья. — Алма-Ата, 1959
- Стихотворения. — М., 1959
- Мужество. — М.: Воениздат, 1961.
- Капля океана. — М., 1962
- Лирика. Стихи разных лет. — Челябинск, 1962. — 176 с., 3 000 экз.
- Эти годы. — М., 1963
- У нас в России. — М., 1964
- Волжская радуга. — Казань, 1965—116 с.
- Даль вблизи. — Якутск, 1966, — 80 с., 5 000 экз.
- Избранная лирика. — М., 1966 — 32 с.
- Живу в XX веке. — М., 1967—302 с., 50 000 экз.
- Жизнь без границ. — М., Советский писатель, 1968
- Из армейской тетради. — М., 1968
- Раздумья в пути. — М., 1969
- Земля друзей. — Алма-Ата, 1970. — 224 с.
- Письмо в молодость. — М., 1970
- Живу сегодня. — М., Современник, 1973
- Стихотворения. — М., 1973
- Письмо в молодость. — М., 1974
- Объяснение в любви. — М., 1975
- Избранное. — М., Худож. литература, 1976—352 с.
- Крутизна.— М., 1976
- Письмо в молодость. — Саратов, 1977
- Вёсны мои. — Челябинск, 1977 — 80 с.
- Одержимость. — М., 1977
- Я вас любил. — М., 1977
- Круглые сутки. — М., 1980
- Избранные произведения в 2-х томах. — М., Художественная литература, 1981, 25 000 экз.
- Дополнительное время. — М., Советский писатель,1981 — 112 с.
- Живу в XX веке. — Казань, 1981—384 с., 8 000 экз.
- Встречное движение. — М.: Советский писатель,1984 — 112 с.
- Стихотворения. — М., 1985
- Второе письмо в молодость. — М.: Молодая гвардия, 1986—144 с.
- Собрание сочинений в 3-х томах. — М.: Художественная литература, 1987—1988., 50 000 экз.